# Johann Langer (Schriftsteller)

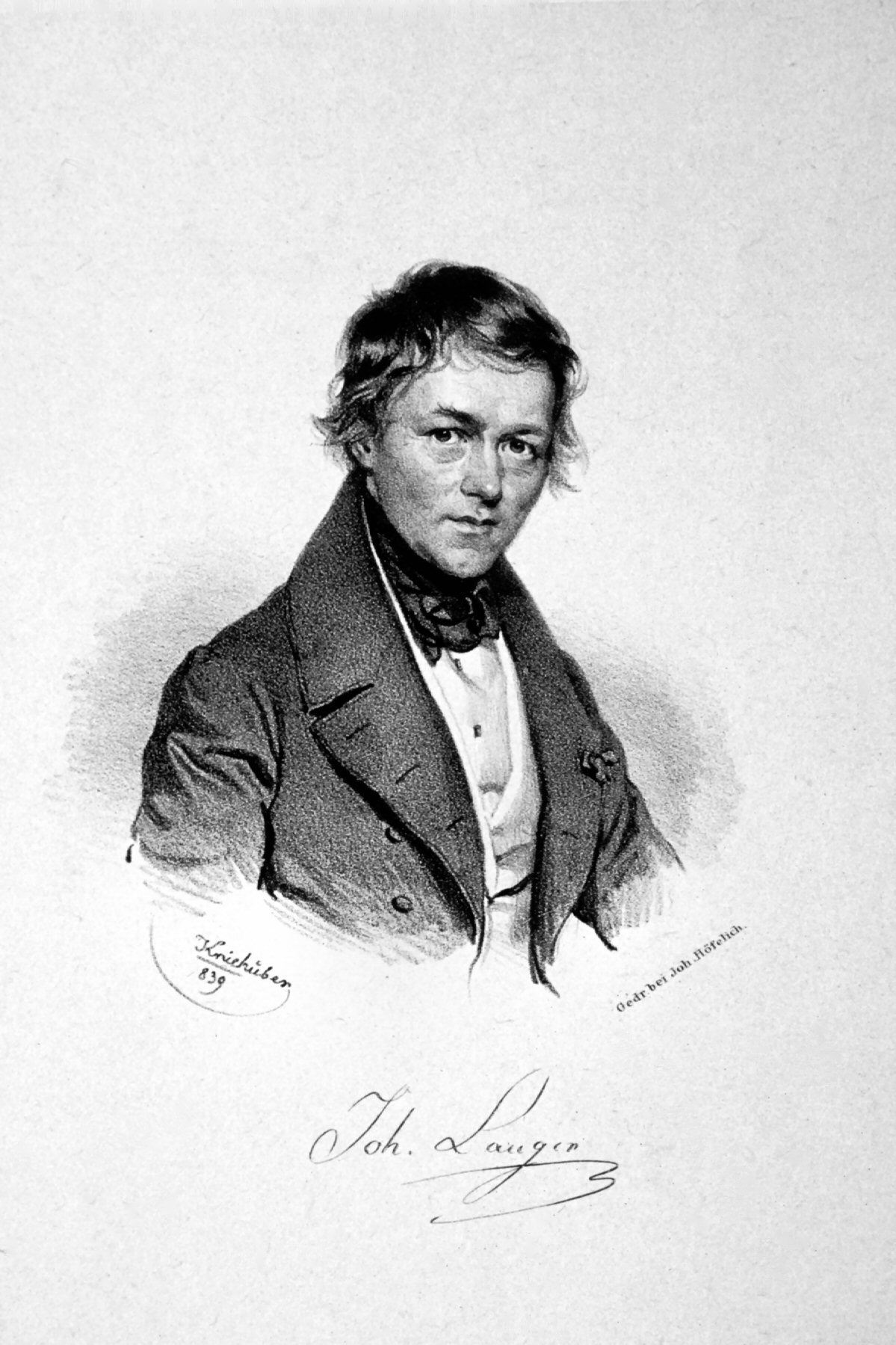
Johann Langer, Lithographie von Josef Kriehuber, 1839

Johann Langer (* 7. April 1793 in Wien; † 20. Januar 1858 ebenda) war ein österreichischer Schriftsteller und Philanthrop.

## Leben
Langer entstammte einer wohlhabenden Wiener Bürgerfamilie. Seine Erziehung war trotzdem dürftig, so dass er in Bezug auf die Schriftstellerei als Autodidakt bezeichnet werden kann. Er verfasste Gedichte, Erzählungen und Märchen, die in belletristischen Zeitschriften und Almanachen veröffentlicht wurden. Ab 1816 war er ständiger Mitarbeiter der Bäuerle’schen Theaterzeitung. 
Während seines ganzen Lebens hatte er Ehrenämter in seiner Heimatstadt Wien inne (Schulaufseher, Armen-Bezirksdirektor etc.). Große Verdienste erwarb er sich als Vorstand der Sparcasse in den Wirren der Jahre 1848/49. Dafür wurde er 1850 mit dem Franz-Joseph-Orden ausgezeichnet. Er starb als sehr wohlhabender Mann.

## Werke (Auswahl)
- Kränze für die Jugend, Wien 1830
- Gedichte, 2 Bände, Wien 1830
- Erzählungen, Märchen und Skizzen, 2 Bände,  Wien 1835, 1836
- Neue Erzählungen und Humoresken, 4 Bände, Wien 1838–1841
- Gedichte, Neue Folge, 2 Bände, Wien 1841